# Iso-Kytönen (ö, lat 62,23, long 29,38)
Iso-Kytönen är en ö i Finland. Den ligger i sjön Orivesi och i kommunen Nyslott i  landskapet Södra Savolax, i den sydöstra delen av landet, 300 km nordost om huvudstaden Helsingfors. Öns area är 2,5 hektar och dess största längd är 270 meter i sydöst-nordvästlig riktning.